# Synagoga Mount Sinai w Nowym Jorku
Synagoga Mount Sinai w Nowym Jorku – jest to synagoga aszkenazyjska położona w rejonie wzgórz Washington Heights oraz Hudson Heights w Nowym Jorku na wyspie Manhattan.
Synagoga została założona w 1910 roku, jednakże historia założenia struktur lokalnej gminy żydowskiej datuje się na przełom XIX oraz XX wieku.
Obecnie w świątyni odbywają się regularnie nabożeństwa, które dzielą się na modlitwę poranną, popołudniową oraz wieczorną. Synagoga posiada własną grupę kworów modlitewnych które spotykają się w świątyni kilka razy w tygodniu.
Od 2000 roku zauważalny jest ponowny przyrost wiernych uczestniczących na nabożeństwa głównie ze względu powiększającą się liczbę młodych, praktykujących Żydów, którzy do tej pory uczestniczyli na nabożeństwa w innych częściach miasta.